# John McFall, Baron McFall of Alcluith

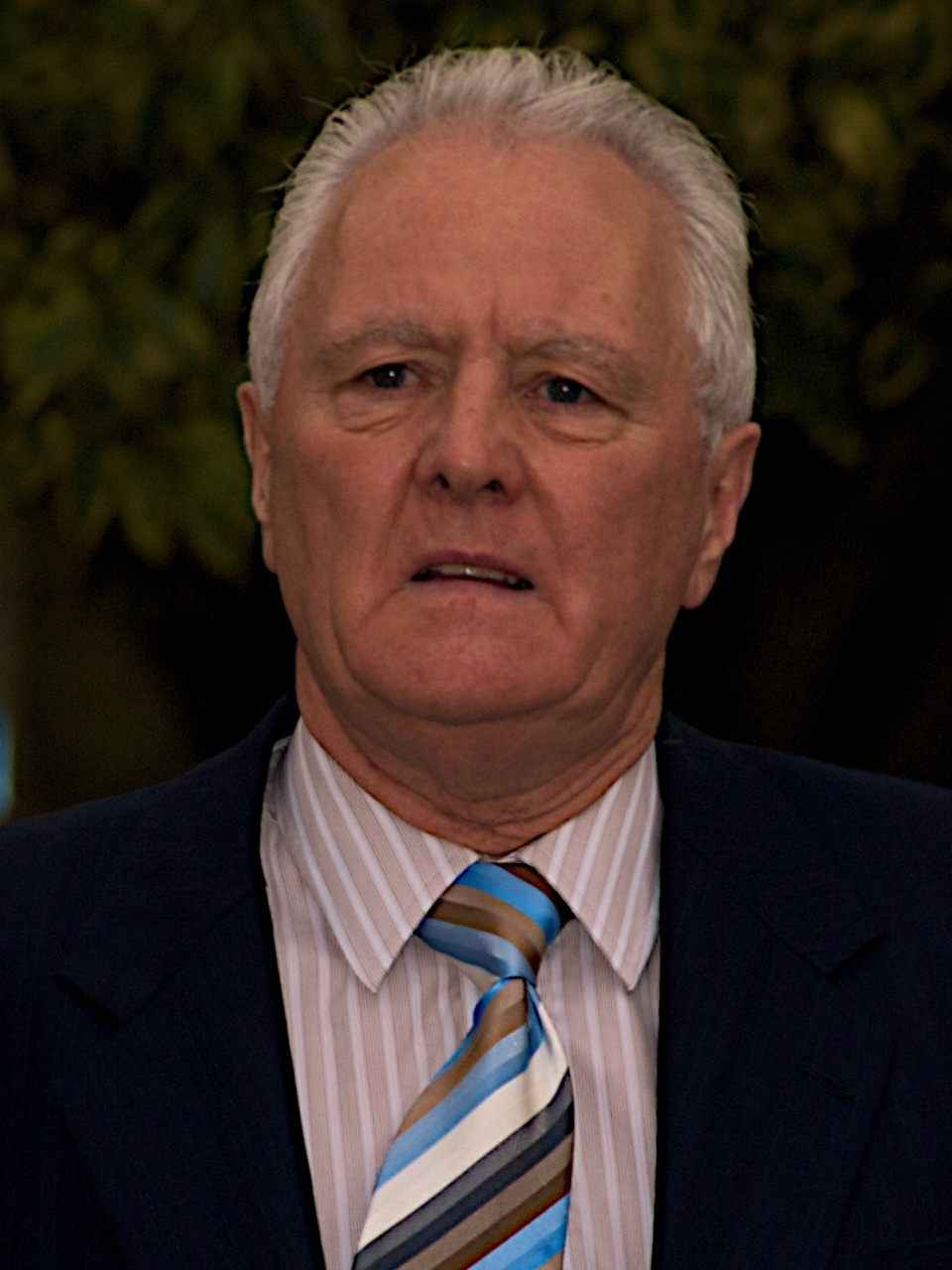
John McFall, Baron McFall of Alcluith (2008)

John Francis McFall, Baron McFall of Alcluith PC (* 4. Oktober 1944 in Glasgow, Schottland) ist ein britischer Politiker (ehemals Labour und Co-operative Party, seit 1. September 2016 Crossbencher) und amtierender Lord Speaker des House of Lords. Von 1987 bis 2010 war er Abgeordneter des House of Commons. Er wurde vor allem als Vorsitzender des House of Commons Treasury Committee bekannt.

## Leben und Karriere
McFall besuchte eine Jungenschule, die St Patrick's Secondary School (heute Our Lady & St Patrick's High School) in Castlehill, Dumbarton und verließ diese mit 15 Jahren ohne Abschluss. Sein Vater war Schulhausmeister, seine Mutter Inhaberin eines Zeitungskiosks. John McFall arbeitete als Hilfsgärtner bei der städtischen Grünanlagenverwaltung (Local Parks Department) und als Fabrikarbeiter.
Im Alter von 24 Jahren begann er sein Studium am Paisley College of Technology, später University of Paisley und seit 2007 University of the West of Scotland, wo er mit einem Bachelor of Science in Chemie abschloss. 1977 erhielt er einen Bachelor of Arts der Open University in Pädagogik und Philosophie. Er war von 1974 bis 1987 als Chemie- und Mathematiklehrer in Dumbarton, Kirkintilloch und Glasgow, zuletzt als stellvertretender Schulleiter, tätig. 1971 trat Mc Fall in die Labour Party ein und wurde, bevor er ins Parlament gewählt wurde, Parteisekretär in seinem späteren Wahlkreis. Den Vorschlag, Ratsherr zu werden, schlug er aus. Während seiner Zeit als Lehrer absolvierte er drei Jahre lang berufsbegleitend einen Teilzeitlehrgang an der University of Strathclyde, um einen Master of Business Administration zu erreichen. 1994 wurde er Gastprofessor an der Strathclyde University Business School und ist derzeit (Juli 2010) Mitglied des Beirats der University of Glasgow Business School. Er ist außerdem Mitglied der GMB Union.

## Mitgliedschaft im House of Commons
Er wurde zunächst für den Wahlkreis Dumbarton in Schottland bei der Unterhauswahl 1987 ins House of Commons gewählt, nachdem der vorherige Abgeordnete Ian Campbell nicht wieder antrat. McFall wurde mit einer Mehrheit von etwas über 2000 Stimmen gewählt. Bei den Unterhauswahlen 2005 trat er im neuen Wahlkreis West Dunbartonshire an und gewann mit einer Mehrheit von über 12.500 Stimmen.
Er war Whip der Opposition, war verantwortlich für die Fachbereiche Außenpolitik, Verteidigung, Handel und Industrie.
Während des Golfkrieges legte er dieses Amt aus Protest gegen die Unterstützung des Golfkrieges durch die Labour-Regierung nieder. Im Schattenkabinett war er stellvertretender Minister für Schottland. 
Von 1997 bis 1998 war er Lord Commissioner of Her Majesty's Treasury als Whip der Regierung (Government Whip). 
Er war Staatssekretär für Bildung, Ausbildung und Arbeit, Gesundheit und Community Relations (Education, Training and Employment, Health and Community Relations), dann 1998/1999 für Wirtschaft und Bildung im Northern Ireland Office (NIO).
2001 wurde er zum Vorsitzenden des Treasury Select Committee gewählt und 2005 für eine zweite Amtszeit wiedergewählt. Dieser Ausschuss führte Untersuchungen in der Bankenkrise durch, legte Beweise für die Praxis von Bonuszahlungen und mangelnde Qualifikationen bei vielen Bankern vor und stellte eine schlechte Aufsicht durch die Financial Services Authority fest. 2004 wurde er in den Privy Council aufgenommen. 
Am 29. Januar 2010 kündigte McFall an, zur Unterhauswahl 2010 nicht mehr anzutreten.
Er war Mitglied verschiedener Sonderausschüsse (Select Committees). Er war ehrenamtlicher Sekretär (Honorary Secretary) des Parliamentary & Scientific Committee und Mitglied der Executive Committee Parliamentary Group for Energy Studies. Er war auch stellvertretender Vorsitzender der British/Italian Group, Sekretär der Retail Industry Group und der Roads Study Group. Bei der British/Peru Group war er stellvertretender Sekretär (Joint Secretary). Er war Schatzmeister (Treasurer) der British/Hong Kong Group und der Scotch Whisky Group.

## Mitgliedschaft im House of Lords
Am 17. Juni 2010 wurde McFall zum Life Peer als Baron McFall of Alcluith, of Dumbarton in the County of Dunbartonshire, ernannt und wurde am 6. Juni offiziell ins House of Lords aufgenommen. Als seine politischen Interessen gibt er Verteidigung, Bildung, Wirtschaftspolitik, Genossenschaften (co-operative development) und die Dritte Welt an. Als Staaten von besonderem Interesse nennt er die Länder Lateinamerikas, des Mittleren Ostens und Rumänien.
Ab dem 1. September 2016 war er als Senior Deputy Speaker erster Stellvertreter des Lord Speaker und ex officio-Vorsitzender mehrerer Ausschüsse, die sich mit der Organisation des House of Lords beschäftigen. Im April 2021 wurde er als Lord Speaker zum Nachfolger von Lord Fowler gewählt.

## Weitere Ämter
McFall ist Vorsitzender der Strathleven Regeneration Company, welche er mitbegründet hat, und von Clydebank re-built, zwei Entwicklungsgesellschaften in seinem Wahlkreis.

## Familie und Privates
Er ist verheiratet, seine Frau Joan ist ebenfalls Lehrerin und aus Dumbarton. Sie haben vier Kinder. McFall lief in der Vergangenheit Marathon, allerdings nicht in den letzten zehn Jahren (Stand: Juli 2010).